# Litoral austríaco

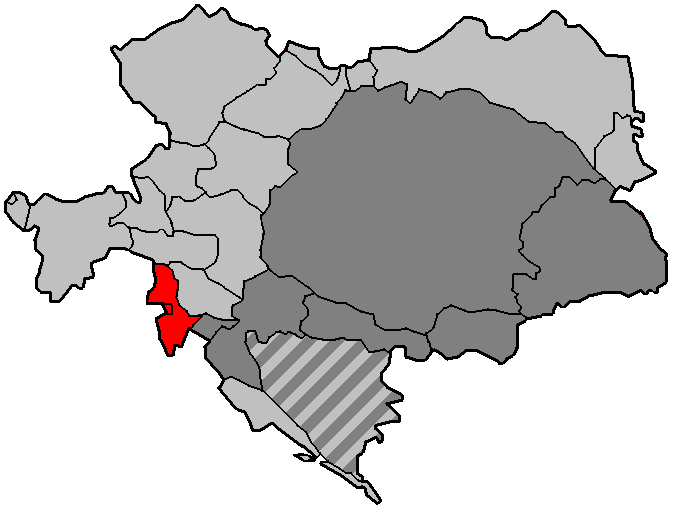
O Litoral austríaco com a Cisleitânia na Áustria-Hungria.

Litoral austríaco (em alemão:  Österreichisches Küstenland, em italiano:  Litorale austriaco, em esloveno:  Avstrijsko primorje, em croata:  Austrijsko primorje, em húngaro:  Osztrák Tengermellék) foi estabelecido como uma terra da coroa (Kronland) do Império Austríaco em 1849. Consistiu em três regiões: a península de Ístria, Gorizia e Gradisca, e a cidade de Trieste. Ao longo da história, a região tem sido frequentemente contestada, com partes dela controladas em vários momentos pela República de Veneza, Áustria-Hungria, Itália e Iugoslávia, entre outros.
O Reino da Itália anexou-o após a Primeira Guerra Mundial de acordo com o Tratado de Londres e mais tarde Tratado de Rapallo. Após a Segunda Guerra Mundial, foi dividida entre a Itália (oeste), a Eslovênia (norte) e a Croácia (sul).
Trieste teve uma importância estratégica como o principal porto marítimo da Áustria-Hungria e a região era um destino turístico, a Riviera austríaca. O local era multinacional, habitado por italianos (julianos), eslovenos, croatas, alemães eram os principais grupos étnicos. Em 1910, tinha uma área de 7.969 quilômetros quadrados e uma população de 894.287.